# Andrzej Straszak

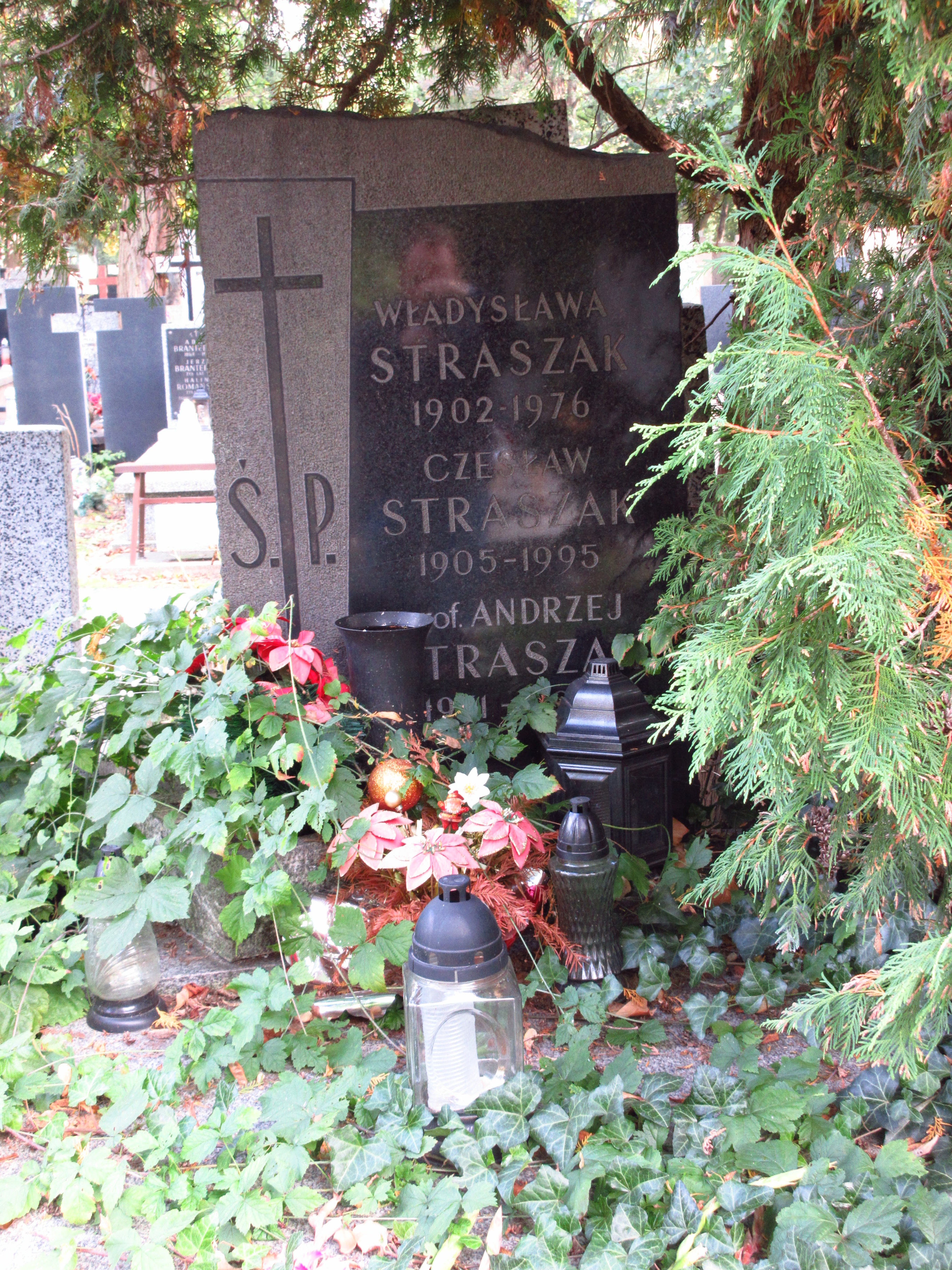
Grób Andrzeja Straszaka na cmentarzu Bródnowskim w Warszawie

Andrzej Leszek Straszak (ur. 19 października 1931 w Warszawie, zm. 29 kwietnia 2018) – polski informatyk, automatyk i cybernetyk, profesor doktor habilitowany nauk technicznych.

## Życiorys
Uczęszczał do VI Liceum Ogólnokształcącego im. Tadeusza Reytana w Warszawie i w 1955 ukończył studia wyższe na Wydziale Łączności Politechniki Warszawskiej (obecnie  Wydział Elektroniki i Technik Informacyjnych PW), uzyskując tytuł zawodowy magistra inżyniera automatyki. W latach 1953–1955 starszy asystent w Instytucie Elektrotechniki w Warszawie, członek ZMP. W 1955 został kandydatem, a w 1957 członkiem PZPR. W czerwcu 1959 otrzymał stopień kandydata nauk technicznych w Moskiewskim Instytucie Energetyki, gdzie w latach 1955–1959 odbywał aspiranturę na Wydziale Automatyki i Cybernetyki. Od 1959 adiunkt w Instytucie Automatyki PAN, w 1962 powołany na stanowisko kierownika Zakładu Teorii Sterowania, a w 1967 zastępcy dyrektora Instytutu Automatyki PAN ds. ogólnych. W 1967 uzyskał stopień docenta habilitowanego. 9 stycznia 1971 otrzymał tytuł profesora nauk technicznych.
W późniejszym okresie profesor zwyczajny w Instytucie Badań Systemowych Polskiej Akademii Nauk, w Warszawskiej Wyższej Szkole Informatycznej, w Instytucie Technik Komputerowych na Wydziale Administracji Gospodarczej i Nauk Komputerowych Prywatnej Wyższej Szkoły Biznesu i Administracji, a także na Wydziale Pedagogiki Elbląskiej Uczelni Humanistyczno-Ekonomicznej. Pełnił funkcję dziekana Wydziału Informatyki i Wydziału Informatyki Stosowanej Szkoły Wyższej im. Pawła Włodkowica w Płocku.
Był również profesorem nadzwyczajnym w Wyższej Szkole Informatyki Stosowanej i Zarządzania na Wydziale Informatycznym Technik Zarządzania, a także wiceprezesem Związku Zawodowego Pracowników Polskiej Akademii Nauk (ZZP PAN).  Wchodził w skład prezydium Polskiego Towarzystwa Cybernetycznego. Pochowany na cmentarzu Bródnowskim w Warszawie (kwatera 71C-2-19).